# Château de Courgent
Le château de Courgent, dit aussi château de la Tournelle, ou encore château de M. François Flameng, est situé au lieu-dit La Tournelle sur la commune de Courgent (Yvelines). Il fut la propriété d'une famille d'artistes, les Flameng, à la fin du XIXe et au début du XXe siècle.

## Le lieu-dit La Tournelle
La particularité de la dénomination du site tient à l’ambiguïté historique de la toponymie locale. Ainsi, une grande confusion règne à ce sujet au sein de la mairie de Septeuil entre d'une part « château de La Tournelle » et « école de La Tournelle », et d'autre part entre le peintre Antoine Chintreuil et le peintre François Flameng. Localement, la dénomination « école de La Tournelle » désigne un établissement privé, fondé en 1947, qui est porté sur la commune de Septeuil et sur celle de Courgent. La séparation entre ces deux communes est matérialisée par la « rue de la Tournelle », il en est de même pour le château et l'école. Cette école est l'ancienne demeure, acquise en 1857, des peintres Antoine Chintreuil (1814-1873) et Jean-Alfred Desbrosses (1835-1906), lesquels y ont fondé le groupe de l'École de Septeuil, dont fait partie également François Flameng.

## Évolution architecturale
L'aspect du château en 1875 nous est connu par la gravure illustrant l'annonce de la mise en vente de « la belle propriété dite de la Tournelle sise à Courgent, près Septeuil (Seine-et-Oise) », puis au tout début du XXe siècle par une carte postale montrant le « Château de M. Flameng » (voir galerie infra).

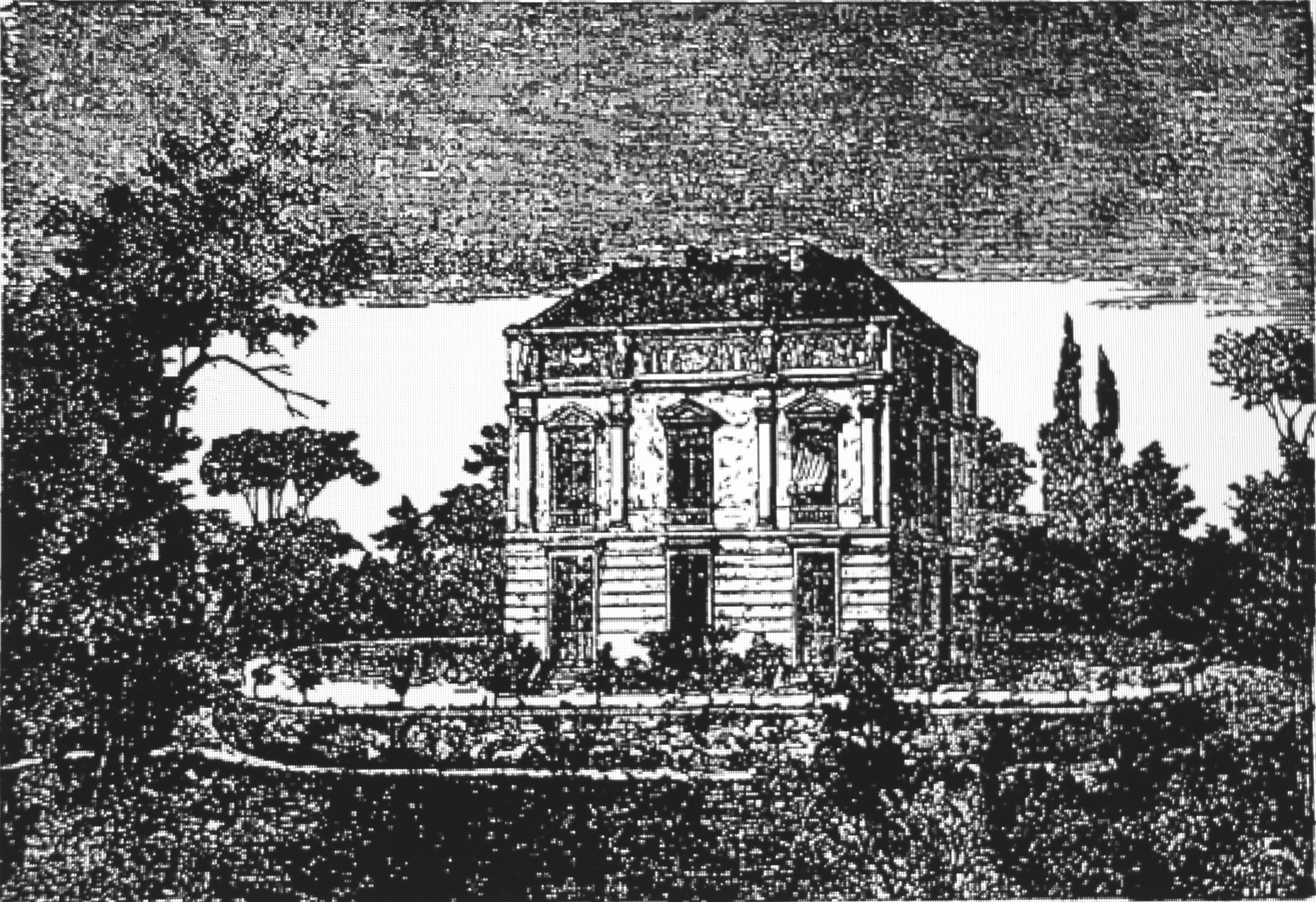
Gravure représentant le château sur l'avis de mise en vente de 1875.

Lors de sa mise en vente de 1875, la maison d'habitation est décrite comme étant construite sur le roc, élevée de trois étages sur caves et occupant le point culminant d'un coteau boisé d'où le regard embrasse, à droite, la vallée de Mantes, et à gauche, celle de la rivière de Vaucouleurs et les ruines de Montchauvet. « Dominant le verdoyant coteau, [elle] attire les regards par sa belle masse blanche, jaillissant au-dessus des arbres du parc ». Devant elle, s'étend une terrasse de deux mètres d'élévation, sous laquelle a été aménagée une citerne. Son exposition est tournée à l'ouest.
Le rez-de-chaussée comprend un vestibule, un grand salon, une salle à manger, une grande cuisine, une salle de bains et un cabinet. Au premier étage, on trouve trois chambres à coucher, un cabinet de toilette et une pièce spacieuse éclairée au nord par un vaste châssis et pouvant servir, au choix, de chapelle, d'atelier de peintre, de galerie de tableaux, de salle de spectacle, de salle de billard ou de jeux. Le troisième étage abrite trois chambres à coucher et deux cabinets.

Vues du château de Courgent, cartes postales du début du XXe siècle
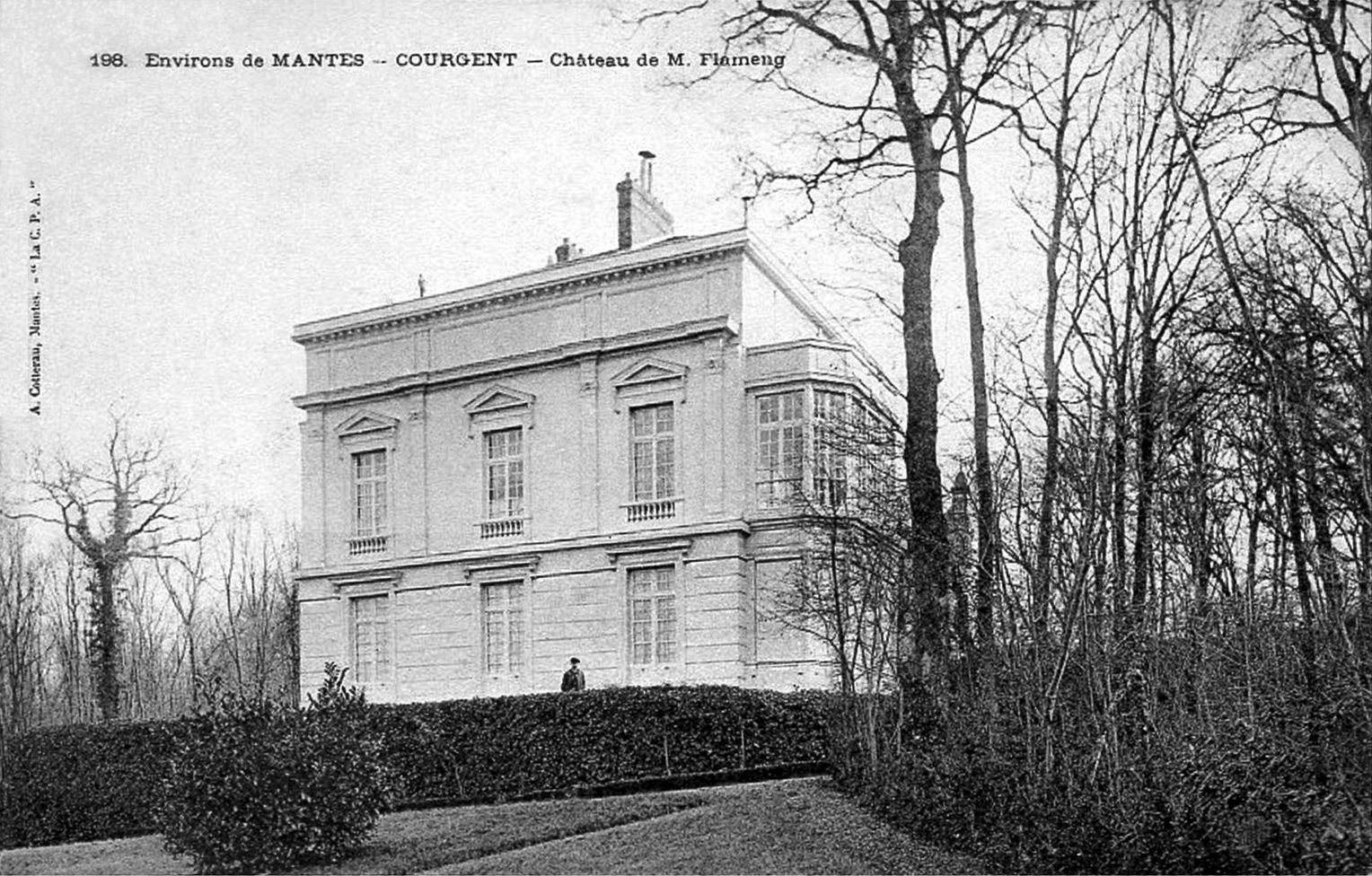
Le château vers 1900, avant création de l'atelier de peintre.
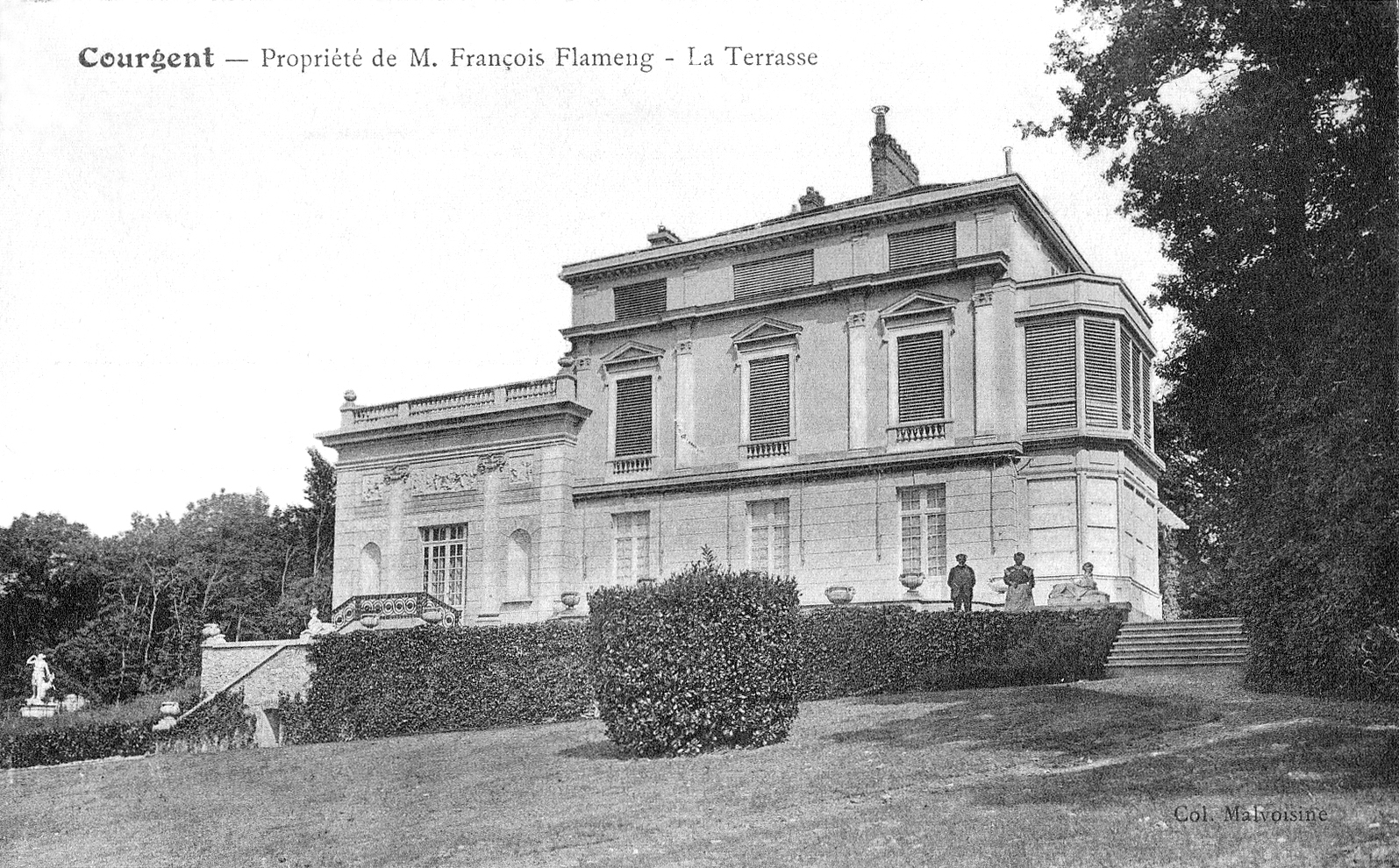
Le château vers 1910, après création de l'atelier de peintre.
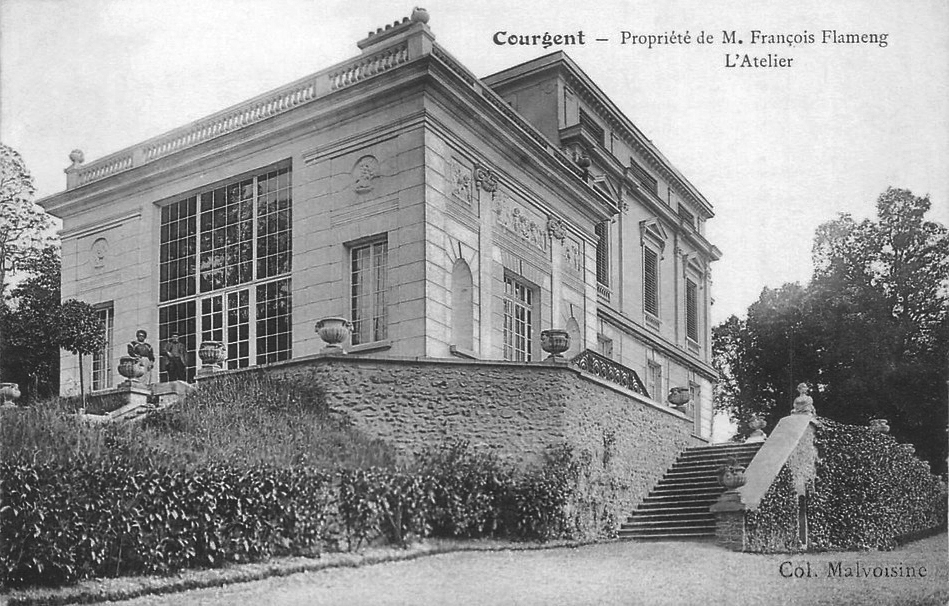
L'atelier de peintre nouvellement construit en rez-de-chaussée contre la façade nord.
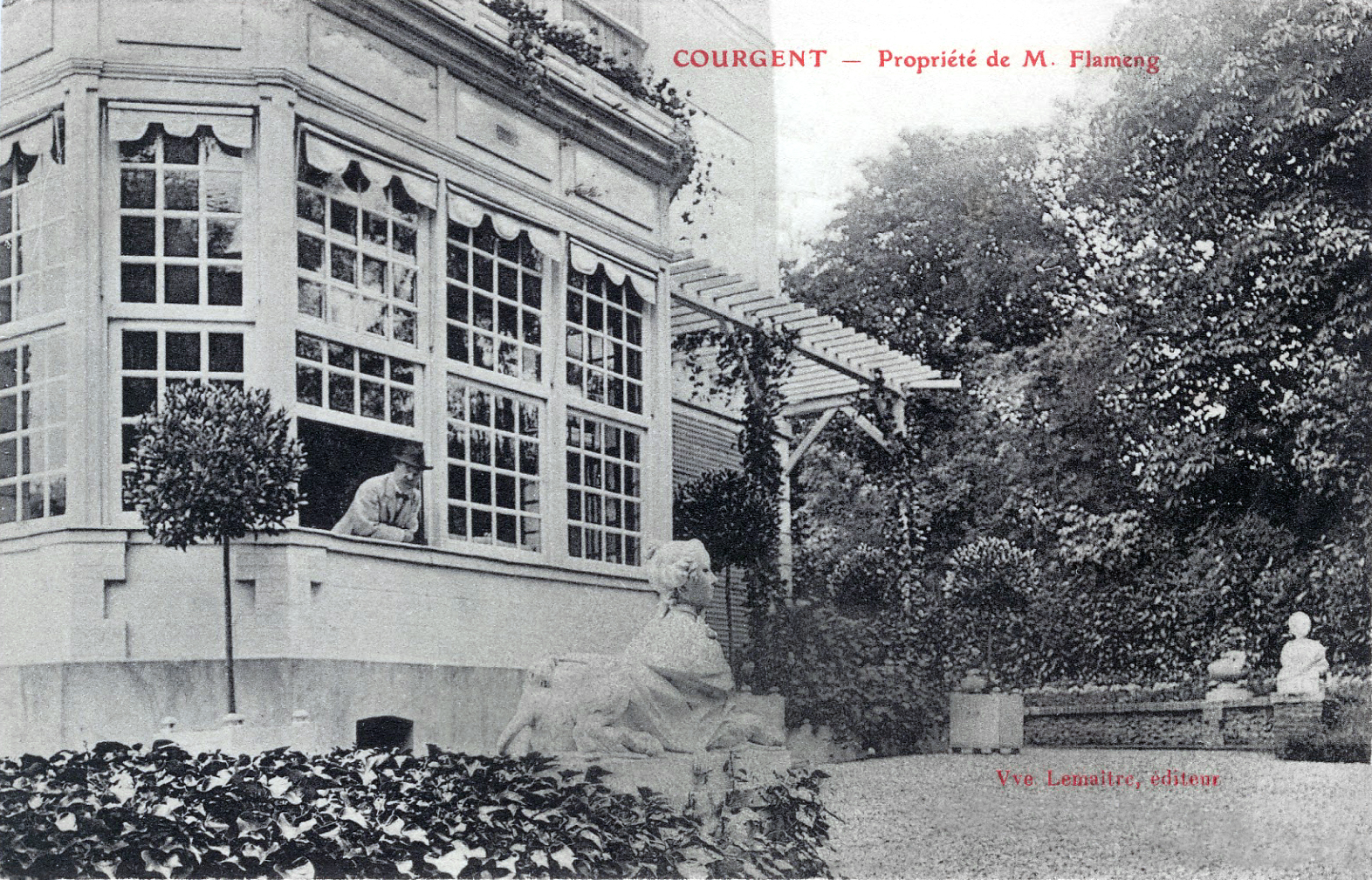
La véranda et la pergola nouvellement construite contre la façade sud.
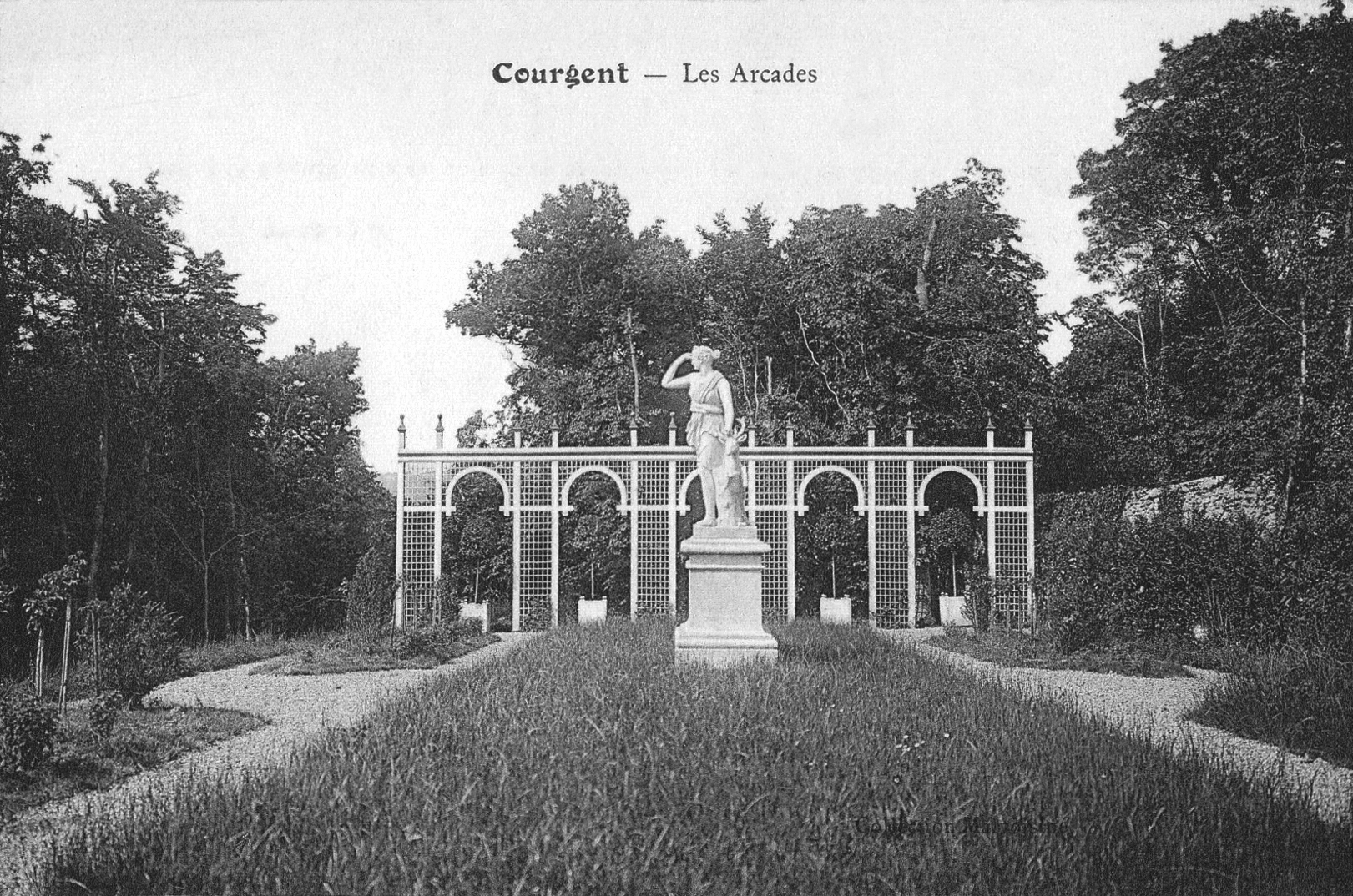
Les arcades et la statue de Diane chasseresse dans le parc.

## Les Flameng à La Tournelle
En 1870, la propriété de la Tournelle à Courgent est mise en vente par adjudication. En 1875, le propriétaire est M. de Laubier, habitant à Paris, 7, rue Saint-Benoit à Saint-Germain.
À la fin du XIXe siècle et au début du XXe siècle, l'édifice est la propriété d'une famille d'artistes, les Flameng :
- Léopold Flameng (1831-1911), peintre et graveur d'origine belge[12] ;
- François Flameng (1856-1923), fils du précédent, peintre d'histoire et portraitiste mondain faisant partie de l'École de Septeuil, maire de la commune de 1912 à 1917[13].

Léopold Flameng permute entre sa propriété de Courgent et son domicile parisien de « La maison aux cornues », au no 25 du boulevard du Montparnasse, de 1869 à 1898,,.
Né en 1856, François apprend de son père, durant son enfance, l'art de la gravure, de la peinture et du dessin. Il fait sa scolarité secondaire au lycée Louis-le-Grand. 
François Flameng écrit en 1883 au peintre Edmond Hédouin : « Mon bien cher patron, je sais que vous êtes rentré à Paris. […] je voudrais bien que vous veniez voir mon tableau. Il va être bientôt terminé et je suis très désireux de savoir ce que vous en pensez […] Je suis allé ces jours-ci en Vendée ». L’œuvre cité par l'artiste est Le Massacre de Machecoul qui illustre la guerre de Vendée,.
Léopold Flameng meurt en 1911 à la propriété ; il est inhumé au cimetière de Septeuil. L'année suivante, François Flameng est élu maire de Courgent jusqu'en 1917.
Dans une lettre du 19 juillet 1912, adressée depuis La Tournelle à son ami le peintre Édouard Rosset-Granger, il fait allusion aux aménagements qu'il apporte au château : « Je suis content dans mon vieux nid ; chaque année je l'embellis et cela me procure des joies enfantines. ».
Le 21 janvier 1919, l'épouse de François Flameng, Henriette Turquet, meurt des suites d'une maladie contractée à l'hôpital 19 de Mantes-la-Jolie (actuelle école Hélène-Boucher) en tant qu'infirmière de la Croix Rouge Française durant la guerre,. Lui-même meurt le 28 février 1923 à Paris des suites de l'amputation d'une jambe liée à son diabète.

## XXeetXXIesiècles
En 1926, la propriété est occupée par Mme Albert Reynaud, née Charlotte Couriot, habitant à Paris, 46, rue de Naples.